# Chuyến bay 295 của South African Airways
Chuyến bay 295 của South African Airways (SA295/SAA295) là một chuyến bay chở khách quốc tế theo lịch trình từ Sân bay quốc tế Tưởng Giới Thạch, Đài Bắc, Đài Loan, đến Sân bay quốc tế Jan Smuts, Johannesburg, Nam Phi, với một điểm dừng tại Sân bay Plaisance, Plaine Magnien, Mauritius. Vào ngày 28 tháng 11 năm 1987, chiếc máy bay phục vụ chuyến bay, một chiếc Boeing 747-200 Combi, đã trải qua một vụ hỏa hoạn thảm khốc trên chuyến bay ở khu vực hàng hóa, bị vỡ giữa không trung và đâm xuống Ấn Độ Dương ở phía Đông Mauritius, khiến tất cả 159 người trên máy bay thiệt mạng. Một chiến dịch trục vớt rộng rãi đã được thực hiện để cố gắng khôi phục thiết bị ghi âm chuyến bay của máy bay, một trong số đó đã được trục vớt từ độ sâu 4.900 mét (16.100 ft).
Cuộc điều tra chính thức do Thẩm phán Cecil Margo đứng đầu, đã không thể xác định nguyên nhân vụ cháy. Việc thiếu kết luận này đã dẫn đến các thuyết âm mưu, tranh luận và suy đoán về bản chất của hàng hóa trên Chuyến bay 295 là hàng hóa nâng cao, cũng như một cuộc điều tra hậu phân biệt chủng tộc sau đó và lời kêu gọi của thân nhân những người trên chuyến bay mở lại cuộc điều tra trong những năm sau vụ tai nạn.

## Máy bay
Máy bay được khai thác là một chiếc Boeing 747-200 Combi, mang số đăng bạ ZS-SAS được sản xuất năm 1980, đặt tên là Helderberg. Đây là phiên bản cho phép 1 nửa chở khách, nửa còn lại dùng để chở hàng hóa. Ban đầu nó được dùng để chở khách nhưng sau khi sử dụng được 1 thời gian, South African Airways đã yêu cầu Boeing hoán cải lại để có thể chở thêm hàng trong khoang khách.

## Hành khách và phi hành đoàn
- Cơ trưởng là ông Dawid Jacobus Uys, 49 tuổi. Ông có kinh nghiệm 13843 giờ bay (với 3884 giờ trên B747), là phi công lâu năm của South African Airways và là cựu phi công của Không quân Nam Phi. Dawid được đánh giá là phi công chuyên nghiệp và có kỹ năng tốt, trước đó ông cũng đã lên kế hoạch và làm giấy tờ nghỉ hưu sớm vì 1 số lý do cá nhân.
- Cơ phó thứ nhất là ông David Attwell, 36 tuổi. Ông có kinh nghiệm 7362 giờ bay (với 4096 giờ trên B747), là một phi công có kỹ năng bay tốt và đã có khoảng 10 năm trong ngành. Trên chuyến bay hôm đó ông bay chung với vợ của mình là nữ tiếp viên Magda Kruger - người sẽ phục vụ ở khoang hạng phổ thông.
- Ngoài ra còn có 3 người khác là kĩ sư máy bay Giuseppe "Joe" Bellagarda, 45 tuổi, cơ phó thứ hai Geoffrey Birchard, 37 tuổi và kĩ sư hàng hóa Alan Daniel, 34 tuổi. Chuyến bay mang theo tất cả 159 người, trong đó có 140 hành khách và 19 thành viên phi hành đoàn.